# Bruno Radwitz
Bruno Franz Radwitz (* 25. März 1895 in Oebisfelde; † 9. August 1953 in Bünde) war ein deutscher Jurist und Oberbürgermeister von Naumburg.

## Leben
Als Sohn eines Buchdruckereibesitzers und Zeitungsverlegers geboren, besuchte Radwitz das Gymnasium in Salzwedel und das alte Gymnasium in Braunschweig. Am Ersten Weltkrieg nahm er als Kriegsfreiwilliger von 1914 bis 1918 teil. Er wurde Leutnant beim Feldartillerie-Regiment Nr. 4 in Magdeburg und kam zum Reserve-Feldartillerie-Regiment Nr. 49 im Feld, nahm an Kämpfen in Ostpreußen, Polen und Russland teil, wobei er 1915 schwer verwundet wurde. Nach seiner Genesung ging er als Ordonnanzoffizier mit dem Reserve-Feldartillerie-Regiment Nr. 29 in den Westen nach Verdun und in die Champagne. 1918 wurde er erneut schwer verwundet.
Während der Novemberrevolution 1918 beteiligte er sich im Landsturmbataillon Gardelegen und von 1919 bis 1920 beim Freikorps Hülsen in Berlin. Er wurde Zugführer einer Infanteriebegleitbatterie des Infanterieregiments 91 von Oven und nahm an Kämpfen gegen die Spartakisten in Berlin und Leipzig teil, sowie beim Freikorps Oberland in Oberschlesien. 1920 kehrte er für kurze Zeit in die Heimat zurück, um im Betrieb seines Vaters zu arbeiten. Im selben Jahr begann er ein Studium der Rechts- und Staatswissenschaften in Leipzig, das er 1921 in Jena fortsetzte. Während seines Studiums wurde er 1921 Mitglied der Burschenschaft Teutonia Jena. Nach dem Referendarexamen 1925 in Jena und dem Assessorexamen 1930 in Berlin wurde er 1931 Rechtsanwalt am OLG Naumburg.
Zum 1. September 1931 trat er in die NSDAP ein (Mitgliedsnummer 606.714), wurde stellvertretender Kreisleiter und 1936 Zweiter (juristischer) Bürgermeister und Stellvertreter des Oberbürgermeisters in Jena. Von 1934 bis 1940 war er Vorsitzender des Kreisgerichts der Partei, „Prüfer für weltanschauliche Fragen“ in der Referendarprüfungskommission beim OLG Jena, Lehrer für Bürgerliches Recht an der Thüringischen Verwaltungsschule für die Prüfungen des obersten Verwaltungsdienstes. Am Zweiten Weltkrieg nahm er 1939 als Oberleutnant, dann als Hauptmann der Reserve und Batterieführer eines Artillerieregiments teil. Krankheitsbedingt kam er in die Ersatztruppe. Von 1940 bis 1945 war er Oberbürgermeister von Naumburg. Am 12. April 1945 übergab er die Stadt den Amerikanern, die ihn am 30. April 1945 absetzten und in mehreren Lagern internierten, unter anderem in Aumühle. 1948 wurde er entlassen, nachdem sich jüdische Freunde für ihn eingesetzt hatten, deren Leben er aufgrund seiner Stellung gerettet hatte. Er ging nach Ennigloh und arbeitete als Berater der Firma van Waveren und in einer Rechtsanwaltskanzlei in Bünde. 1951 musste er krankheitsbedingt seine Arbeit aufgeben und starb 1953.